# Analogi insuliny
Analogi insuliny to zmodyfikowane metodą inżynierii genetycznej preparaty insuliny ludzkiej, na przykład poprzez zmianę miejsc aminokwasów w łańcuchu cząsteczki insuliny. Takie modyfikacje pozwalają na stabilizację cząsteczki lub dołączenie aminokwasów lub kwasów tłuszczowych do łańcucha insuliny, co powoduje zmianę profilu działania.
Ze względu na charakterystykę działania dzieli się je na analogi szybkodziałające i długodziałające. Przyspieszenie wchłaniania po podaniu podskórnym pozwala na uzyskanie szybszego efektu obniżającego poziom glukozy, dzięki czemu mogą być stosowane bezpośrednio przed posiłkiem. W związku z tą cechą nazywa się insulinami okołoposiłkowymi (prandialnymi). Wydłużenie działania pozwala na uzyskanie stabilnego stężenia insuliny w ciągu 24 godzin. Dzięki temu utrzymuje się właściwy poziom cukru w okresie pomiędzy posiłkami. Dlatego też te analogi nazywa się bazalnymi (podstawowymi) albo bazą.
Istnieją również mieszanki analogów insuliny o działaniu krótkim i o działaniu przedłużonym w różnych proporcjach (25%/75%, 30%/70%, 50%/50%).

## Analogi o działaniu szybkim
- insulina lispro
- insulina aspart
- insulina glulizynowa

## Analogi o działaniu wolnym
- insulina detemir
- insulina glargine